# Império do Espírito Santo de São Brás

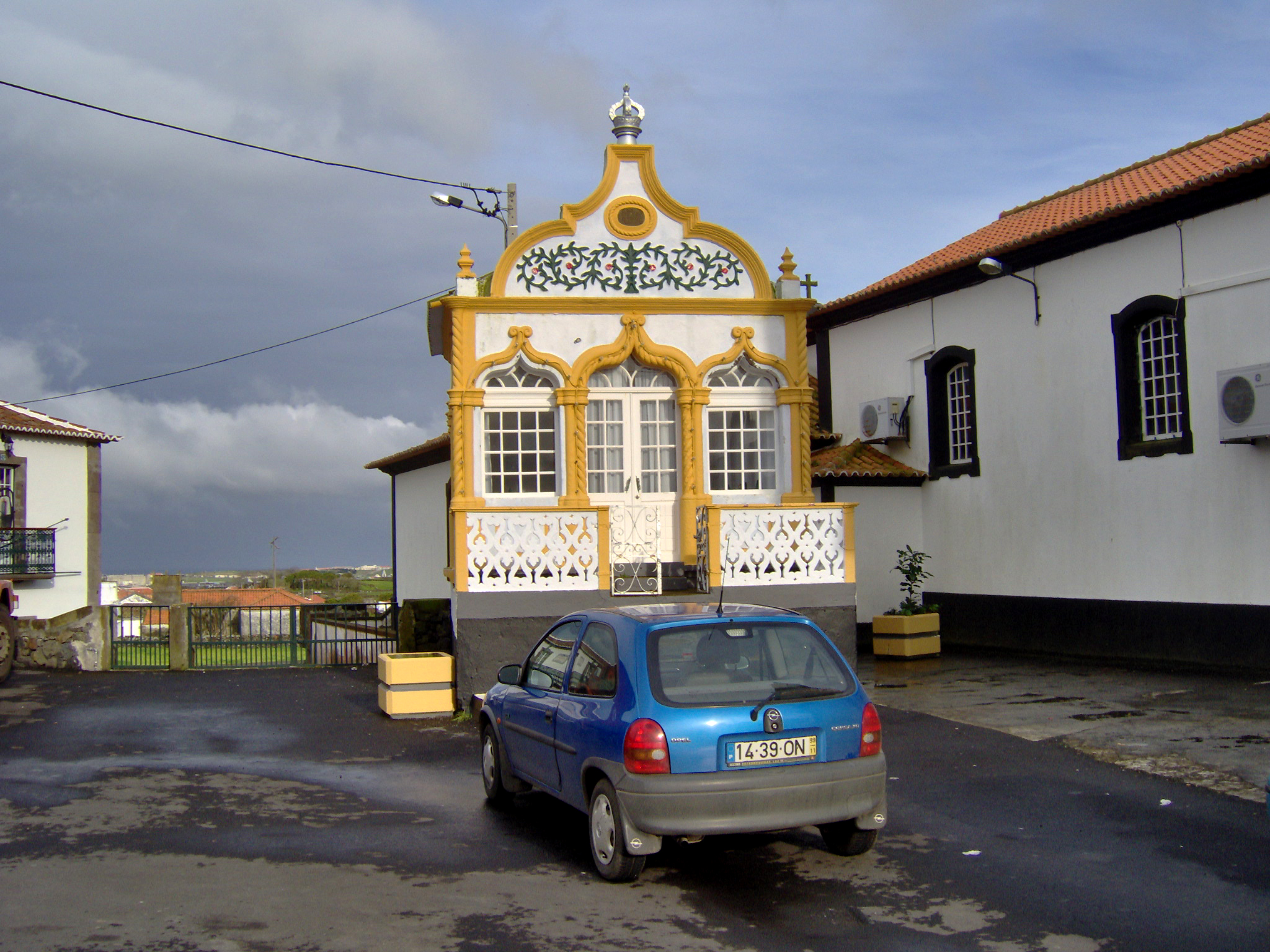
Império do Espírito Santo de São Brás.

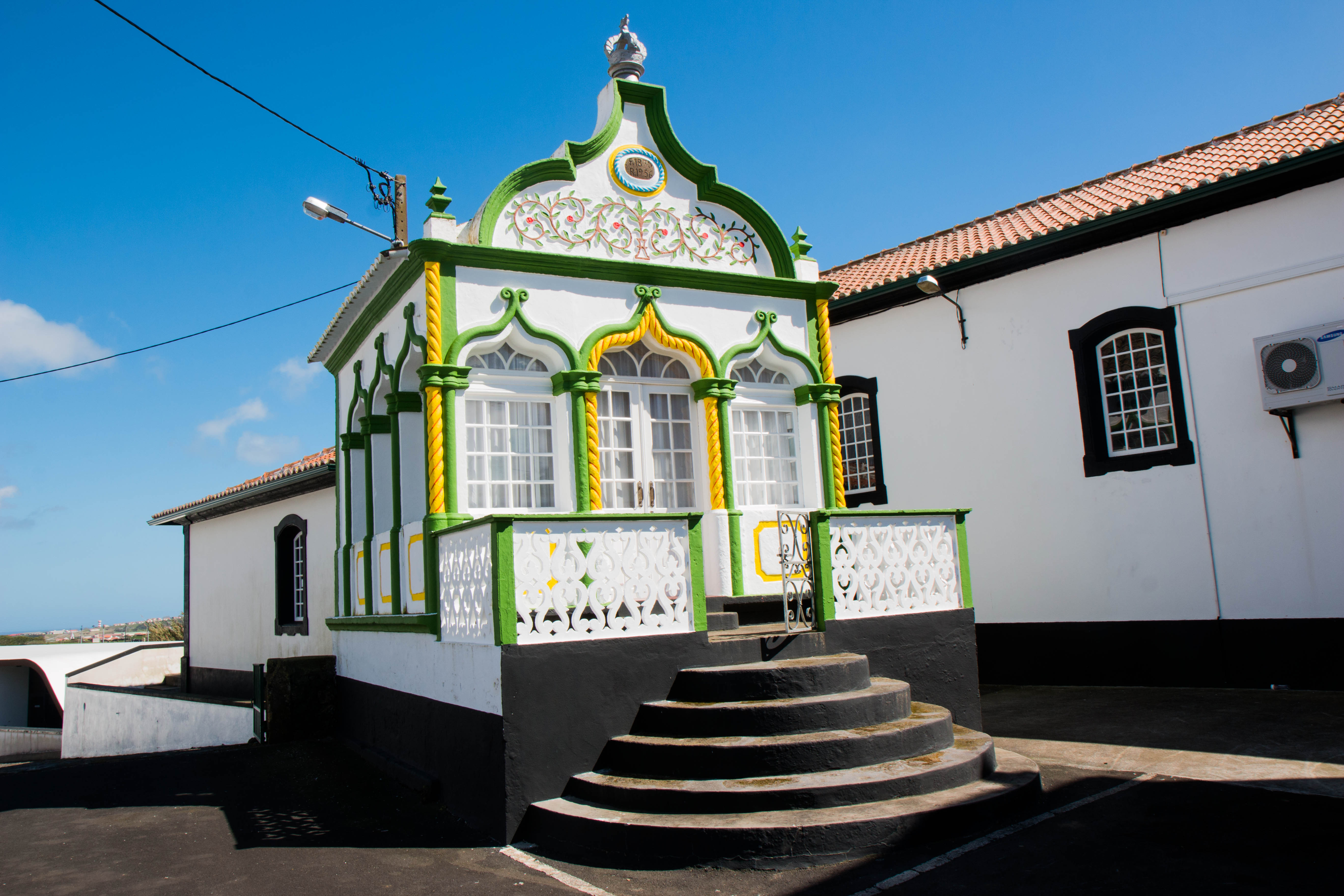
Império do Espírito Santo - São Brás

O Império do Espírito Santo de São Brás é um império do Espírito Santo português localizado na freguesia de São Brás concelho da Praia da Vitória, ilha Terceira, arquipélago dos Açores e faz parte do Inventário do Património Histórico e Religioso da Praia da Vitória e remonta ao Século XIX.
Este império localiza-se no Largo da Igreja da freguesia de São Brás e trata-se de uma construção de planta rectangular, dotado de um único piso construído sobre um embasamento elevado, com balcão adossado à fachada principal sendo o acesso feito por cinco degraus semicirculares situados ao eixo da fachada principal.
Tanto a fachada principal do império como as laterais apresentam três vãos rematados cada um por arcos contracurvados. Entre estes vãos estão encastrados colunelos simples.
No intradorso da porta formado pelo vão central da fachada principal e nos cunhais da fachada existem colunelos torsos. Os restantes vãos são janelas com uma almofada no avental.
A fachada é encimada por um frontão contracurvado dotado de ressaltos, ladeado de pináculos e rematado por uma coroa do Espírito Santo.
O tímpano encontra-se preenchido por um elemento decorativo vegetalista sobre o qual se encontra uma cartela elíptica onde é possível ler as inscrições "F. 1875 / R. 1956". (Feito 1875/recuperado 1956).
Este imóvel foi construído em alvenaria de pedra rebocada e caiada a cal de cor branca à excepção do soco, dos cunhais, da cornija e das molduras dos vãos que são em cantaria pintada de cinzento e preto. O balcão tem uma guarda de cimento com elementos decorativos recortados. A cobertura é de duas águas, em telha de meia-cana tradicional dos Açores e rematada por beiral simples.
À esquerda do império situa-se a despensa do mesmo que se apresenta como um edifício de planta rectangular, com um único piso e balcão adossado à fachada. É caiado a cal de cor branca com excepção do soco, dos cunhais, e das molduras dos vãos, feitas em verga curva, que são em cantaria pintada de cinzento e preto. A cobertura foi feita em quatro águas e em telha de meia-cana tradicional dos Açores. A face exterior da guarda do balcão tem elementos geométricos em relevo pintados de cinzento.